# Владимир Фучалов
Владимир Янков Фучалов (16 януари 1900 – 7 октомври 1977) е български анархист, учител, музеен и читалищен деятел, един от създателите на Държавния архив в град Пазарджик, краевед и библиотекар в читалище „Виделина“ в същия град. По-малък бтат е на Михаил Фучалов, също анархист.
Заедно с по-големия си брат Михаил (1896 – 1919) като ученици заживява с идеите на анархизма и участва в анархистическия кръжок в Пазарджик. През 1918 г. двамата са арестувани. Михаил е подложен на жестоки изтезания, заболява и следващата година умира. Владимир също се разболява. В книгата си „Пролетта на един град“ д-р Константин Кантарев пише за него: „Наричаха го „живата история“ на Пазарджик“.
В XII том на Годишника на Регионалния исторически музей в Пазарджик са отбелязани деятелите, посветили се на издирването, изучаването, опазването и популяризирането на културно-историческото наследство на града. Принос това да се случи имат именити пазарджиклии – Стефан Захариев, Илион Стамболиев, д-р Иван Матакиев, Иван Войводов, Тодор Мумджиев, Христо Вакарелски, Никола Настев, Константин Христович, Владимир Фучалов.
Владимир Янков Фучалов умира в санаториума във Велинград.